# 2025年世界运动会自由搏击比赛
2025年世界运动会自由搏击比赛是2025年世界运动会的一个项目，于2025年8月8日-9日在中国成都市武侯区的四川省体育馆举行。本届世界运动会自由搏击比赛共设置K1和半接触2个分项，共产生12枚金牌。

## 奖牌榜
*   主办国家/地区（中国）
| 排名                     | 国家 / 地区              | 金牌 | 銀牌 | 銅牌 | 总计 |
| ------------------------ | ------------------------ | ---- | ---- | ---- | ---- |
| 1                        | 中国*                    | 0    | 0    | 0    | 0    |
| 总计（共1个国家 / 地区） | 总计（共1个国家 / 地区） | 0    | 0    | 0    | 0    |

## 奖牌得主

### K1
| 项目           | 金牌 | 银牌 | 铜牌 |
| 男子63.5公斤级 |      |      |      |
| 男子75公斤级   |      |      |      |
| 男子91公斤级   |      |      |      |
| 女子52公斤级   |      |      |      |
| 女子60公斤级   |      |      |      |
| 女子70公斤级   |      |      |      |

### 半接触
| 项目         | 金牌 | 银牌 | 铜牌 |
| 男子63公斤级 |      |      |      |
| 男子74公斤级 |      |      |      |
| 男子84公斤级 |      |      |      |
| 女子50公斤级 |      |      |      |
| 女子60公斤级 |      |      |      |
| 女子70公斤级 |      |      |      |

## 参赛代表团
- 阿尔及利亚（1）
- 阿根廷（1）
- 奥地利（2）
- （1）
- 阿塞拜疆（1）
- 巴西（4）
- 保加利亚（3）
- 加拿大（2）
- 智利（1）
- 中国（6）
- 捷克（1）
- 埃及（2）
- 法国（1）
- 危地马拉（2）
- 德国（2）
- 英国（3）
- 希腊（2）
- 匈牙利（6）
- 印度尼西亚（2）
- 伊朗（1）
- 伊拉克（1）
- 爱尔兰（1）
- 以色列（3）
- 意大利（3）
- 马达加斯加（1）
- 墨西哥（3）
- 摩洛哥（2）
- 摩尔多瓦（1）
- 荷兰（2）
- 新西兰（2）
- 菲律宾（1）
- 波兰（2）
- 葡萄牙（3）
- 塞尔维亚（1）
- 斯洛文尼亚（1）
- 斯洛伐克（2）
- 南非（5）
- 瑞士（1）
- 泰国（1）
- 土耳其（3）
- 乌克兰（4）
- 美国（1）
- （7）
- 越南（1）